# Chris Hero
Chris Spradlin (n. 24 decembrie 1979, Dayton, Ohio, SUA), mai cunoscut sub numele său de ring Chris Hero, este un wrestler și antrenor profesionist american, care este în prezent semnat cu All Elite Wrestling (AEW), unde lucrează ca producător. Hero a lucrat pentru o serie de promoții independente de lupte, inclusiv Pro Wrestling Guerrilla (PWG), Ring of Honor (ROH), 

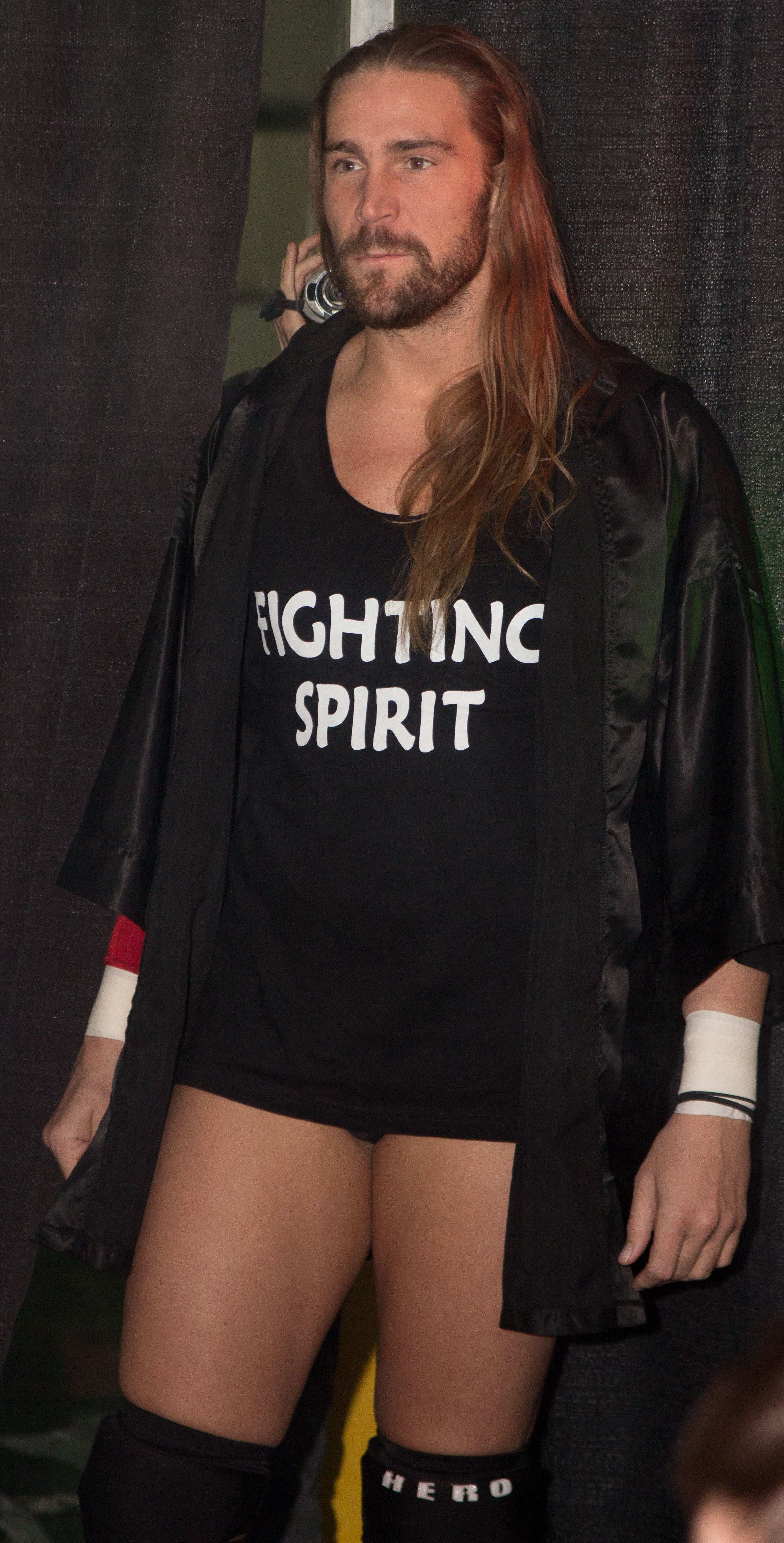
Chris Hero la Smash Wrestling

Independent Wrestling Association Mid-South, Combat Zone Wrestling (CZW) și Chikara, precum și Pro Wrestling Noah din Japonia . Hero a avut două perioade în WWE, ambele ca parte a teritoriului lor de dezvoltare NXT, sub numele de ring Kassius Ohno. Al doilea mandat în companie l-a văzut ca „jucător-antrenor” pentru cursanții din NXT și NXT UK.
De ani de zile Hero a făcut echipă cu Claudio Castagnoli ca „Regii luptei”⁠(en)[traduceți], câștigând diverse campionate și turnee pe echipe, cum ar fi Chikara Campeonatos de Parejas, Tag World Grand Prix 2006, CZW World Tag Team Championship, JCW Tag Team Championship și ROH World Tag Team Championships.